# Glenea infraflava
Glenea infraflava là một loài bọ cánh cứng trong họ Cerambycidae.